# 重庆文理学院
29°21′10″N 105°56′7″E / 29.35278°N 105.93528°E
重庆文理学院，位于中国重庆市永川区，是一所涵盖理、工、经、管、法、文、艺的全日制公办普通本科院校。隶属于重庆市人民政府。学校由重庆师范高等专科学校和渝州教育学院合并组建而来。

## 历史沿革
1972年，江津地区中学教师进修学校（1961年组建）、江津专区教师行政干部学校合并组建江津地区教育学校。1980年江津地区教育学校升格四川省江津地区教师进修学院。1981年四川省江津地区教师进修学院更名四川省永川地区教师进修学院。1983年四川省永川地区教师进修学院并入重庆教育学院。1986年重庆教育学院永川分院改建渝州教育学院。
1976年，创立江津地区“五·七”大学。1978年12月28日，五·七大学正式更名江津师范专科学校，1985年更名为重庆师范专科学校，1994年更名为重庆师范高等专科学校。
2001年5月10日，教育部同意重庆师范高等专科学校与渝州教育学院合并组建渝西学院。
2004年，7000余名师生从卫星湖校区搬入位于永川城区的红河校区。仅有旅游专业等少数学院还在卫星湖校区。
2005年4月11日，渝西学院更名重庆文理学院。

## 师资
学校现有教职员工1370余人，其中正高级职称人员150余人、副高级职称人员320余人；具有博士学位教师220余人，兼职硕导70余人；外籍教师10余人，外聘专家270余人。
学校现有中国工程院院士1名，新世纪百千万人才工程国家级人选1人，国家有突出贡献的中青年专家2人，国家“万人计划”科技创业领军人才1人，国家教学指导委员会专家3人，全国优秀教师和优秀教育工作者4人，国家级会计领军（后备）人才1人，重庆市“百人计划”3人，“巴渝学者”特聘教授2人，重庆市青年拔尖人才1人，重庆市科技创业领军人才1人，重庆市有突出贡献中青年专家1人，重庆市“巴渝学者”特聘教授2人，重庆市高校优秀人才支持计划人选1人，重庆市学术技术带头人后备人选3人，重庆高校中青年骨干教师15人。 

## 院系设置
学校现设有16个二级学院，开设了61个全日制普通本科专业，专业涵盖文学、理学、工学、管理学、艺术学、教育学、农学、法学等十大学科门类。